# Teodor Einert
Teodor Einert (ur. 1828 w Warszawie, zm. 3 lutego 1866 tamże) – polski kompozytor, organista i pedagog okresu romantyzmu.
Teodor był synem pochodzącego z Saksonii Karola Fryderyka Einerta (zm. 1836), organisty przy ewangelickim kościele pw. św. Trójcy w Warszawie i Doroty z Rothów. Po śmierci ojca matka Teodora wyszła w 1838 ponownie za mąż za następcę męża na stanowisku organisty parafii ewangelickiej, Karola Augusta Freyera, który był nauczycielem Teodora. 
Einert utrzymywał się jako nauczyciel gry na fortepianie - uważany był za jednego z najlepszych w stolicy - pomocnik Freyera jako organista kościelny i członek orkiestr -  działał m.in. w zespole Karola Kurpińskiego - oraz nauczyciel śpiewu w szkole parafialnej przy Placu Ewangelickim (ob. plac Małachowskiego). Oprócz tego zajmował się komponowaniem; pisał głównie drobniejsze utwory na fortepian, pieśni i mazurki. Drukiem wydawały jego utwory m.in. firmy Sennewald i Gebethner i Wolff.
Teodor Einert zmarł w 38. roku życia, prawdopodobnie na gruźlicę płuc, i został pochowany na cmentarzu ewangelickim w Warszawie, przypuszczalnie obok ojca i brata Maksymiliana (1825–1850), także kompozytora. Przy pogrzebie wykonano jego własny "Marsz Żałobny".  Miejsca pochówku nie da się dziś (po zniszczeniu cmentarza w czasie powstania warszawskiego) ustalić.